# Torre Diamante
A Torre Diamante é um arranha-céu da cidade de Milão, na Itália. O edifício, concluído em 2012, tem 140 metros de altura e 30 andares.